# Arjen Leistra
Arjen Leistra (Delft, 17 mei 1973) is een Nederlands kerkmusicus en concertorganist.

## Levensloop

### Opleiding
Leistra volgde zijn eerste orgellessen bij Christiaan Ingelse aan de Delftse Muziekschool. Tussen 1990 tot 1998 studeerde hij aan het conservatorium in Rotterdam en Den Haag. Hij kreeg hier orgelessen van Arie J. Keijzer en Ben van Oosten en muzieklessen van Marijke van Klaveren en Johann Th. Lemckert. Toen hij in 1998 aftudeerde volgde hij nog een jaar orgellessen bij Marie-Claire Alain in Parijs. In 1996 won hij als tweede het International Organcompetition in Dublin.

### Muzikale carrière
Leistra kreeg in 1996 zijn eerste benoeming tot organist aan de Hoflaankerk in Rotterdam-Kralingen. In 2008 werd hij organist Grote Kerk in Schiedam en leidt daar het koor Vocalis St. Jan. Hij is sinds 2014 stadsorganist in Schiedam en bespeelt daar de orgels van de Grote Kerk, de Havenkerk en het Stedelijk Museum.
Leistra maakt ook vele concertreizen in Europeese landen als Engeland, Duitsland, Finland, Frankrijk, Italië en Slowakije. Buiten Europa maakte hij orgeltournees in de Verenigde Staten als onder meer Florida, Georgia en South- en North Carolina. Hij heeft in Schiedam een eigen lespraktijk waar hij orgellessen geeft. Daarnaast bracht hij ook verschillende cd's uit.

## Discografie
- Schiedam orgelstad
- Spirito
- Arjen Leistra live in concert
- Robert Schumann